# مركز فيسمارا الرياضي
مركز بيبينو فيسمارا (بالإيطالية: Peppino Vismara Sporting Centre)‏، هو الملعب الرسمي إيه سي ميلان بريميفيرا. أنشا في عام 1982 يقع في جنوب مدينة ميلانو بالقرب من حي غراتوزوليو، ويمثل أحد أهم البنيات التحتية الرياضية المختصة بكرة القدم بمدينة ميلانو. المركز يتواجد داخل مجال طبيعي أخضر بمساحة 230 ألف متر مربع وقد أنشئ كتذكار لجوزيبي فيسمارا مؤسس «كريديتو أرتيجانو» ولاستكمال أحد مشاريعه، بهدف تفعيل الأنشطة الرياضية والتربوية للشباب.يستقبل مركز فيسمارا جميع الفرق المنتمية إلى صغار الميلان ليتدرب فريق الشبان بـ الميلانيللو.

## المرافق العامة
مرافق المركز تتكون من: ستة ملاعب كرة القدم. ثلاثة بالمقاييس والشروط القانونية المتعارف عليها وبعشب اصطناعي (اثنين منها أنشأهما نادي الميلان بمواد وأجهزة حديثة قدمت من طرف شركة ليمونتا الرائدة في مجال صناعة أرضية الملاعب)، وملعب معشوشب ل11 لاعبا لكل فريق يتوسط المركز ويحيط به مضمار مخصص للعدو، وأخر بنفس المقاييس إضافة إلى ملعبين ل7 لاعبين لكل فريق بعشب اصطناعي (أنشأهما نادي الميلان) ومدرجات مغطاة أنشأت في 1982 تسع ل 1200 متفرج، تحتها تتواجد مستودعات الملابس(بالطابق الأرضي والعلوي) إضافة إلى المخادع وقاعتين للعلاج وأخرى طبية ومبنى متوسط يضم مكاتب الإدارة، قاعة المؤتمرات تضم 300 مقعد وقاعة للاجتماعات تسع لخمسين شخص، مقهى، ومطعم.إضافة إلى ذلك يوجد ملعب كبير مخصص للكرة الطائرة وكرة السلة وكرة القدم المصغرة يسع ل1000 متفرج وكذلك مسبح حديث النشأة من أجل إعداد لاعبين في فترة النقاهة عن طريقة العلاج بالماء

## استخدامات أخرى
مركز فيسمار لا يضم فقط تجهيزات وبنيات تحتية رياضية بل يتواجد فيه كذلك فضاء للترفيه وأماكن للراحة والتلاقي في إطاراتها الثقافية والاجتماعية الإنسانية. الفلسفة التي اعتمدت عليها مؤسسة فيسمار لإنشاء التجهيزات الرياضية تمحورت حول مفهوم أن التربية على الرياضة يجب أن تدخل في عدد من السياقات التي تساهم في تطوير قدرات الأشخاص الخاصة، وعلى احترام قيم التضامن الاجتماعي والقانون. ولهذه الأهداف أشرف على تسيير هذا المركز منذ بداية التسعينيات مؤسسة دون كلابريا المعروفة بأنشطتها الخيرية والتي كان لها الفضل في مرحلة الخمسينيات في خلق عدد من المبادرات مثل تأسيس مدارس التعليم ومساعدة المعاقين والمدمنين على المخدرات. هذه المجهودات والأنشطة استمرت لسنوات ليتم نقل مقر إدراتها إلى مركز فيسمار في سنة 1991 وتقسيمها إلى أربعة مجالات:
- المجال التربوي: تتمثل في منشئة لاستقبال الشباب والقاصرين بجميع أشكالهم الذين يعيشون مشاكل عائلية وتحت وصاية محكمة القاصرين بميلانو، بعض من هؤلاء يقيمون بشكل دائم وأخرى ن مؤقتا. بداخل المنشئة التي يعمل فيها 25 مربي يتم مساعدة القاصرين في إطارات عدة.
- المجال الصحي: يهتم بإعادة تأهيل القاصرين الأقل من 18 سنة ومساعدتهم صحيا في علاجات تتعلق بالنطق والعلاجات الطبيعية والنفسية بانتهاج عدد من الطرق مثل الاعتماد على الموسيقى. في سنة 2005 وحدها تمت متابعة 530 قاصر مريض في جلسات علاج فاقت 17.000.
- المجال التجهيزات: ويتمثل في المركز بحد ذاته بجميع مرافقه وتجهيزاته التي يمكن تأجيرها أو استعمالها من طرف جهات ثالثة (أندية رياضية إيطالية، مؤسسات دينية) أو من طرف الفرق الرياضية للمركز نفسه. هذا إضافة إلى المرافق الأخرى المتعلقة بالتجمعات والمؤتمرات واللقاءات والاحتفالات.